# Дрегшинешть
Дрегшинешть, Дрегшинешті (рум. Drăgșinești) — село у повіті Тіміш в Румунії. Входить до складу комуни Фирдя.
Село розташоване на відстані 339 км на північний захід від Бухареста, 75 км на схід від Тімішоари.

## Населення
За даними перепису населення 2002 року у селі проживали 185 осіб.
Національний склад населення села:
| Національність | Кількість осіб | Відсоток |
| -------------- | -------------- | -------- |
| румуни         | 167            | 90,3%    |
| українці       | 13             | 7,0%     |

Рідною мовою назвали:
| Мова       | Кількість осіб | Відсоток |
| ---------- | -------------- | -------- |
| румунська  | 167            | 90,3%    |
| українська | 13             | 7,0%     |